# امتداد ملف
امتداد الملف أو امتدادة الملف أو ملحق اسم الملف (بالإنجليزية: File extension)‏ هو لاحقة تلحق اسم ملف حاسوب لتوضيح تكويد أو ترميز محتويات الملف (صيغة الملف).
امتداد الملف اختياري في بعض نظم التشغيل (مثل يونكس) لكنه مطلوب في نظم أخرى (مثل دوس).
يتكون امتداد الملف من الحروف بعد النقطة الأخيرة في اسم الملف (إن وجدت).
بعض نظم التشغيل (مثل دوس وأو إس/2) تحد طوله إلى ثلاثة أحرف، بينما النظم الأخرى لا تضع لطوله حدًّا.
بعض النظم الأخرى لا تستخدم ملحقات أسماء الملفات.

## استخدامه
يستخدم امتداد الملف في تمييز أنواع الملفات وصيغتها الداخلية والبرامج التي تقوم بفتحها أو تشغيلها.
يسمح مايكروسوفت ويندوز لعدة برامج أن تربط نفسها بنفس امتداد الملف، ويتيح للمستخدم أن يختار أي من هذه البرامج عند الرغبة في فتح الملف.

## وصلات خارجية
- Data Formats امتداد ملف على مشروع الدليل المفتوح